# لاس بنتاس د رتامسا
لاس بنتاس د رتامسا (به اسپانیایی: Las Ventas de Retamosa) یک شهرستان در اسپانیا است که در استان تولدو واقع شده‌است.

## خصوصیات
لاس بنتاس د رتامسا ۱۹ کیلومترمربع مساحت و ۱٬۷۸۲ نفر جمعیت دارد و ۶۱۸ متر بالاتر از سطح دریا واقع شده‌است.